# 조복양
조복양(趙復陽, 1609년 ~ 1671년)은 조선 후기의 문신으로, 송시열, 송준길과 가까웠으며 당파로는 서인이었다. 본관은 풍양, 호는 송곡(松谷), 자는 중초(仲初)이다.

## 생애
인조 때였던 1640년에 문과에 급제하여 검열이 되고 1641년에는 봉교를 거쳐 1642년부터 지평, 정언, 헌납을 하다가 1648년에 교리로 승진했다. 이후 효종 즉위 후 1649년에 다시 지평이 되었고 부교리, 교리, 시독관을 거쳐서 1651년에는 전 영의정이던 김자점의 처형을 주장했다. 이후 교리와 헌납, 검토관, 부교리, 이조좌랑을 거쳐서 다시 교리와 이조정랑을 지낸 뒤에 집의, 사성, 겸보덕을 하다가 그 이후 집의, 사간, 응교, 겸보덕을 거쳐서 이후 1657년에 사간, 응교, 시강관, 집의, 부응교, 겸필선을 거쳐서 1658년에는 시독관을 하다가 승지가 되면서 당상관이 되었고 대사성, 이조참의 등을 했다.
현종 즉위 후에는 이조참의, 예조참의, 대사성을 거쳐서 다시 1661년에 이조참의, 예조참의를 지낸 뒤에 대사간이 되었다. 그리고 이후 이조참의로 전폐찬작관을 겸한 뒤에 다시 예조참의, 부제학을 거쳐 1662년, 예조참판에 오르면서 재상이 되었고 이후 대사헌을 거쳐서 한성부우윤까지 한다. 이후 개성유수로 외직에 나갔다가 1663년에 병조참판과 이조참판을 거쳐서 다시 한성부우윤이 되었고 곧 강화유수로 나갔다.
1664년에 이조참판을 했으며 강도유수를 거쳐 다시 부제학이 된다. 이후 보양관을 겸하다가 동시에 대사성을 겸하고 부제학과 대사헌을 거쳐서 다시 대사성, 이조참판, 대사헌, 부제학을 하다가 좌부빈객을 겸하고 다시 부제학, 이조참판, 대사성을 하면서 동지춘추관사를 겸한다. 그리고 대사성, 이조참판을 거쳐서 동지경연사를 겸하다가 이조참판, 대사성, 부제학을 한 뒤에 1668년에 정경의 반열에 올라서 예조판서로 우빈객을 겸하고 대사성, 대사헌을 거쳐서 다시 예조판서와 한성부판윤을 했다. 그 뒤에는 대사헌으로 우빈객을 겸한 뒤 형조판서, 대사헌, 우참찬 등을 두루 거쳐 대제학, 이조판서, 예조판서를 하다가 1671년에 사망한다.